# Guillaume du Bellay
Guillaume du Bellay (1491-1543) (Castelo de Glatigny, perto de Souday, Perche (Loir-et-Cher) 1491 - Saint-Symphorien-de-Lay, 9 de Janeiro de 1543), historiador francês, conhecido pelas medidas diplomáticas que tomou durante o reinado de Francisco I da França. Foi governador de Turim em 1537 e também vice-rei de Piemonte.

## Biografia
Era filho de Louis du Bellay, e de Marguerite de La Tour-Landry, e irmão dos cardeais Jean du Bellay e de Martin du Bellay.  Seu pai se distinguiu a serviço dos Duques de Anjou e depois sob o protetorado do rei Francisco I da França.
Guillaume entrou para a vida militar ainda jovem, e em 1525 foi aprisionado em Pávia junto com o rei Francisco I. Devido à sua habilidade e dedicação o rei interessou-se por ele. Participou de inúmeras missões diplomáticas na Espanha, Itália, Inglaterra e Alemanha.  Enviado três vezes para a Inglaterra entre 1529 e 1530, foi incumbido do tratado de Cambrai (10 de Dezembro de 1508) e também com a questão sobre o divórcio de Henrique VIII da Inglaterra, e com a ajuda do seu irmão, Jean du Bellay, na época Bispo de Paris, ele conseguiu uma decisão favorável a Henrique VIII em Sorbonne em 2 de Julho de 1530.
De 1532 a 1536, embora tivesse ido três vezes para a Inglaterra, ele atuou principalmente para a união dos príncipes alemães contra Carlos V; em 1532, ele assinou o Tratado de Scheyern com os Duques da Bavária, o landgrave de Hesse e os eleitores da Saxônia, e em janeiro de 1534 o tratado de Augusburgo.  Durante a guerra de 1537, Francisco I o enviou em missões diplomáticas ao Piemonte; foi governador de Turim de dezembro de 1537 até o final de 1539, e subsequentemente substituiu o marechal d'Annebaut como governador de todo o Piemonte, onde demonstrou grande capacidade de organização.
Mas, no final de 1542, vencido pelo trabalho, foi obrigado a retornar para a França, onde morreu perto de Lyons no dia 9 de Janeiro de 1542.  Rabelais, testemunha ocular de sua vida, deixou um emocionante relato sobre a sua morte na obra "Gargântua e Pantagruel". Foi sepultado na Catedral de Le Mans, onde um monumento foi erigido em sua memória.

## Obras e bibliografia sobre ele
- Instructions sur le fait de la guerre, Paris, 1548 ("Instruções sobre os feitos da guerra", 1548, esta obra foi reimpressa em 1554 e 1592 sob o título de "Traité de la discipline militaire" (Tratado sobre a disciplina militar), alguns historiadores não atribuem a ele a autoria desta obra).
- Epitome de l'antiquité des Gaules et de France, (Compêndio sobre a antiguidade da Gália e da França), 1556, reimpressa em 1587.
- Les mémoires de messire Martin Du Bellay, seigneur de Langey. (Memórias do Senhor Martin Du Bellay. Contém os discursos de vários acontecimentos ocorridos durante o reino da França desde o ano 1513 até o falecimento do rei Francisco I, que o autor inseriu em três livros, & alguns fragmentos da obra Ogdoades do Senhor Guillaume du Bellay, seu irmão. Paris, Abel l'Angelier, 1585.)
- Ogdoades.

## Irmãos de Guillaume du Bellay
- Jean du Bellay, O Velho (1492-1560), Bispo de Paris, cardeal e diplomata francês.
- Martin du Bellay (1495-1559), militar francês.
- René Du Bellay (1500-1546), Bispo de Le Mans.
- Jacques du Bellay, morto em 1528.
- Renée du Bellay (irmã).
- Louise du Bellay.

### Outros membros
- Joachim du Bellay (1522-1560), poeta francês.
- (em inglês) Eustache du Bellay († 1565).
- (em francês) * Louis du Bellay c1445-1504), Abade de Saint-Florent de Saumur.
- (em francês) Jean du Bellay, O Jovem, Bispo de Fréjus.